# Marcos Parente
Marcos Parente é um município brasileiro do estado do Piauí, situado na microrregião de Bertolínia (mesorregião do Sudoeste Piauiense). Sua altitude é de 274 metros, enquanto que sua área territorial é de 750,33 km². A população, conforme o Censo do IBGE 2010, era de 4.475 habitantes.

## História
Marcos Parente teve origem no lugarejo conhecido de Tinguis, uma fazenda pertencente a João Martins que foi um dos primeiros donatários, por volta de 1888. Apos a morte de João Martins, seu filho Manoel Montório assumiu o comando da fazendo e tempos depois chegou ao lugarejo seu primo Antonio João Fonseca, também fazendeiro. Por volta de 1930 começaram se reunir mais pessoas, como a família Lopes e a família do pernambucano Predosa de Luna.
Em 1960, Tinguis passou a ser vila e elevada a categoria de cidade em 1962 por desagregação do município de Guadalupe, sendo batizado em homenagem à memória do político Marcos Parente. Seu primeiro prefeito foi Fernando Benvindo Pereira, que administrou por 6 meses. Em seguida assumiu ao cargo de prefeito, o primeiro eleito: Manoel Emidio de Oliveira, que administrou por 2 anos. A primeira eleição ocorreu no dia 28 de dezembro de 1962. Manoel Emídio foi re-eleito e administrou por mais 4 anos, sendo sucedido por José Trajano Filho.